# David Schmoeller
David Schmoeller est un acteur, réalisateur et scénariste américain, né le 8 décembre 1947 à Louisville, dans le Kentucky (États-Unis).

## Filmographie

### comme scénariste
- 1979 : Le Piège (Tourist Trap)
- 1980 : Le Jour de la fin des temps (The Day Time Ended)
- 1982 : Tele Terror (The Seduction)
- 1986 : Fou à tuer (Crawlspace)
- 1988 : Ville Fantôme (Ghost Town)
- 1989 : Puppet Master
- 1992 : Netherworld

### comme réalisateur
- 1976 : The Spider Will Kill You
- 1979 : Le Piège (Tourist Trap)
- 1982 : Tele Terror (The Seduction)
- 1986 : Fou à tuer (Crawlspace)
- 1988 : Catacombs
- 1989 : Puppet Master
- 1991 : The Arrival
- 1992 : Le Rebelle ("Renegade") (série TV)
- 1992 : Netherworld
- 1998 : The Secret Kingdom
- 1999 : Please Kill Mr. Kinski (+ producteur et monteur)
- 1999 : Search for the Jewel of Polaris: Mysterious Museum (TV)

### comme acteur
- 1986 : Fou à tuer (Crawlspace) : Rejected Tenant
- 1991 : The Arrival : Dr Carlyle
- 1992 : Netherworld : Billy C.
- 1995 : Illegal in Blue : Prêtre
- 1999 : Search for the Jewel of Polaris: Mysterious Museum (TV) : Dad
- 2004 : Malevolence : High School Janitor
- 2005 : Over the Gulch : Narratrur